# Muhàmmad Hussayn Mirza ibn Hussayn Bayqara
Muhàmmad Hussayn Mirza ibn Hussayn Bayqara fou un príncep timúrida, fill de Hussayn Bayqara. Badi al-Zaman, el seu germà gran, era governador d'Astarabad però el 1496 el seu pare li va donar el govern de Balkh. Per aquell temps el govern d'Astarabad devia passar a Muhàmmad Hussayn Mirza del que consten monedes vers 1498-1501. Badi al-Zaman volia aquest govern pel seu fill Muhmmad Mumin es va revoltar el 1497 i va marxar a Herat però fou derrotat; llavors Hussayn Bayqara va avançar cap a Balkh, defensada per Shaykh Ali Taghal que es va haver de rendir; Balkh fou donada a un altre germà, Ibrahim Hussayn Mirza, amb el que va deixar als emirs Muhammad Wali Beg i Shah Hussayn, retornant al Khorasan. Badi al-Zaman es va refugiar amb Khusraw Shah a Kunduz. El març de 1498 Hussayn va atacar a Dhu l-Nun Arghun i el seu fill Shah Shuja que donaven suport al fill rebel Badi al-Zaman, que s'havia casat amb la filla de Dhu l-Nun i germana de Shuja. Bust fou atacada i el governador es va rendir. A Bust va agafar molts materials, però llavors es va revoltar el seu fill Muhàmmad Hussayn a Astarabad.
Hussayn Bayqara va retornar a Khorasan i el 1499 va enviar un exèrcit manat per Muhammad Wali Beg a deposar el seu fill Muhàmmad Hussayn Mirza. Mentre l'exèrcit feia la seva tasca Hussayn Bayqara esperava a la plana de Nishin prop d'Herat quan fou atacat sobtadament per Badi al-Zaman i Sha Shuja Beg Arghun, però casualment Masud Sultan Mirza, ex príncep d'Hisor, havia arribat amb la seva gent després de ser enderrocat per Khusraw Shah, i buscava reunir-se amb el sultà, i en aquell moment a més va retornar la força que venia d'Astrarabad i Badi al-Zaman i el beg Shah Shuja Arghun es van haver de retirar cuita corrent. Muhammad Husayn encara devia resistir, ja que les monedes seves arriben fins al 1501.
Un personatge incert de nom Muhàmmad Hussayn Mirza, pare de l'historiador Haydar, fou cridat a presència de Muhammad Shaybani el 1508, i en va ordenar la seva execució, sent enterrat al mausoleu d'Amir Seyid Husseini. Shaybani també va ordenar ofegar a l'historiador Haydar però aquest es va poder escapar.